# قحزة (الظهار)

تعديل مصدري - تعديل

قحزة هي إحدى قرى عزلة انامر بمديرية الظهار التابعة لمحافظة إب، بلغ تعداد سكانها 2210 نسمة حسب تعداد اليمن لعام 2004.